# Maximilian Daublebsky von Eichhain
Maximilian Daublebsky, desde 1918 Daublebsky von Eichhain (Viena, 17 de enero de 1865 - Drittai, Miniera, 28 de agosto de 1939) fue un vicealmirante austrohúngaro.

## Biografía

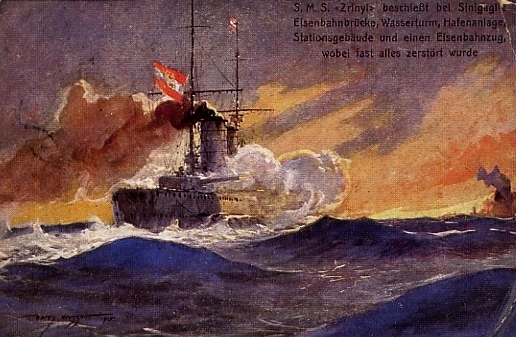
El acorazado SMS Zrinyi durante el bombardeo de Senigallia en una postal austriaca de la época.

Era un hijo natural, pero reconocido, del almirante Maximilian Daublebsky von Sterneck, quien lo tuvo de una relación con Amalia Pabst, Freiin Matz von Spiegelfeld. 
A temprana edad Maximilian se casó con la baronesa Elisabeth Freiin von Minutillo, proveniente de una familia noble austríaca de origen napolitano, que había contado con numerosos oficiales en el ejército y en la marina austríaca.
Durante la Primera Guerra Mundial, comandó primero el acorazado SMS Zrinyi, que el 24 de mayo de 1915, al ingreso de Italia en la guerra, fue mandado a bombardear Senigallia y, luego, participó varias veces en la defensa contra los ataques aéreos sobre Pola. En la primavera de 1917 recibió el mando de la V División Naval, que consistía en los obsoletos acorazados de la "clase Monarch". El 16 de octubre de 1918 se le dio el título de "von Eichhain". Poco después del final de la guerra se retiró a la vida privada, en su finca en Eslovenia, cerca de Drittai, que forma parte del municipio de Mina (Moravče).